# Azat Nurgalijew
Azat Nurgalijew (kaz.: Азат Нұрғалиев; ur. 1 lipca 1987 w Szymkencie) – kazachski piłkarz, od 2012 roku grający w klubie Ordabasy Szymkent. Występuje na pozycji pomocnika. W reprezentacji Kazachstanu zadebiutował w 2009 roku.